# いわき市立図書館
いわき市立図書館（いわきしりつとしょかん）は、福島県いわき市にある公共図書館である。いわき総合図書館を中心に、市内各地6か所の図書館と移動図書館からなる。

## 概要

### 沿革
- 1948年（昭和23年）、「平公民館図書館部」を開設。
- 1966年（昭和41年）10月1日、いわき市発足により「平公民館図書館部」を「いわき市立平公民館図書部」に改称。
- 1967年（昭和42年）3月31日、「いわき市図書館条例」施行。同日、「内郷市立図書館設置並びに管理条例」廃止。
- 1968年（昭和43年）
  - 6月、移動図書館を開始。
  - 7月5日、いわき市図書館条例改正により「いわき市立平図書館」に改称。平陽女学校跡地（いわき市平字掻槌小路）に移転[3]。
- 1975年（昭和50年）5月2日、いわき市図書館条例改正により「いわき市立中央図書館」に改称。いわき市文化センター内に移転。
- 1999年（平成11年）10月、図書館情報システムを導入[4]。
- 2007年（平成19年）10月25日、ラトブ内に移転。「いわき総合図書館」に改称。
- 2021年（令和3年）12月22日、電子図書館を整備[5]。

## いわき総合図書館
いわき総合図書館（いわきそうごうとしょかん）は、福島県いわき市平字田町120（ラトブ4階・5階）にある中央図書館である。
いわき総合図書館自体はラトブオープンの2007年10月25日に開館。現在のいわき総合図書館の前身である「いわき市立中央図書館」は、いわき市文化センター内に所在していた（こちらは文化センターのオープンに伴い1975年5月2日に開館）。
図書館移設により延床面積が約2,500m2から約8,600m2へと3倍以上に増えた。蔵書数も中央図書館時代は約24万冊だったが、総合図書館は開館時点で約39万冊。2013年時点では約70万冊で、将来的に約100万冊を目指して資料の充実を図っている。
レファレンス協同データベースに参加し、2024年まで12年連続で礼状を受け取っていた。

## 地区図書館
いわき市内の地区図書館は5か所あり、小名浜地区、勿来・田人地区、常磐・遠野地区、内郷・好間地区、四倉・久之浜・大久地区に各1箇所ずつ置かれている。図書館とあるが、公民館図書室である。

### 小名浜図書館

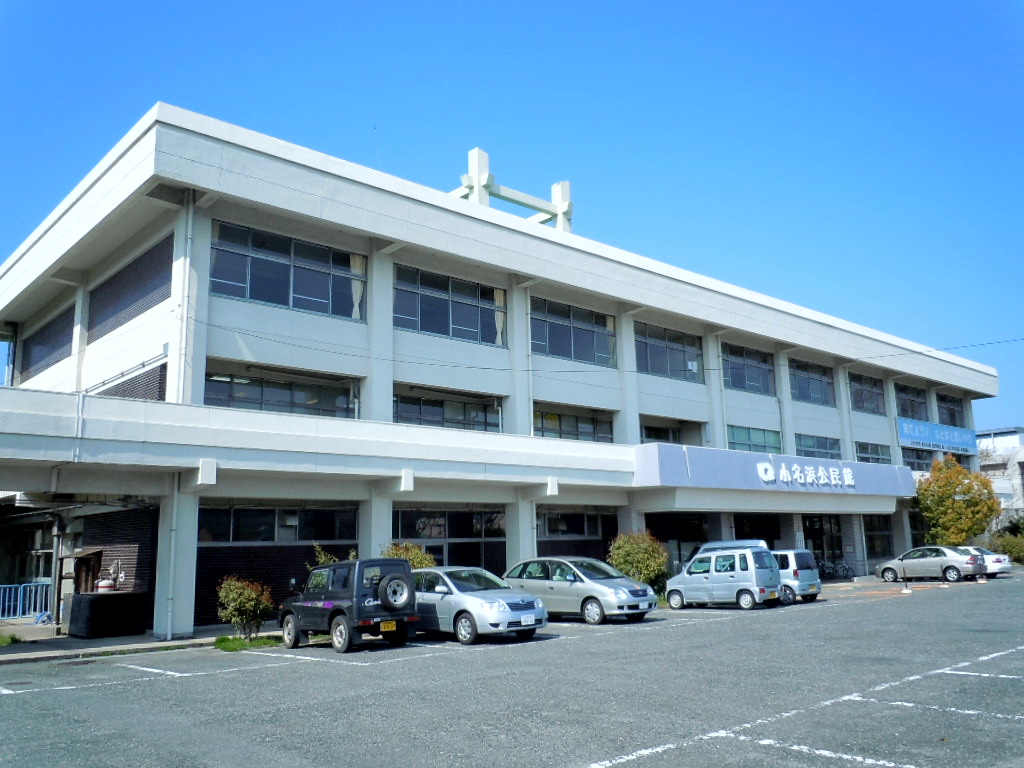
小名浜図書館（小名浜公民館2階）

小名浜町民等からの寄贈書を含む500冊を元に1948年（昭和23年）9月1日に「小名浜町立図書館」として開館。1952年（昭和27年）4月1日に旧小名浜公民館2階に移転し「小名浜町立小名浜公民館図書室」となる。1954年（昭和29年）3月31日、磐城市発足により「磐城市立小名浜公民館図書室」に改称。小名浜の漁師向けに貸出移動文庫事業も開始。1966年（昭和41年）10月1日、いわき市発足により「いわき市立小名浜公民館図書室」に、翌年7月6日に「いわき市立磐城図書館」に改称し、「磐城体育センター」（現 小名浜公民館）の2階へ移転した。1980年（昭和55年）7月1日、「いわき市立小名浜図書館」に改称した。 
- 所在地：〒971-8166 福島県いわき市小名浜字愛宕上7-2（小名浜公民館2階）
- 開館時間：月 - 土…10:00-19:00、日・祝・年末年始…10:00-18:00

### 勿来図書館

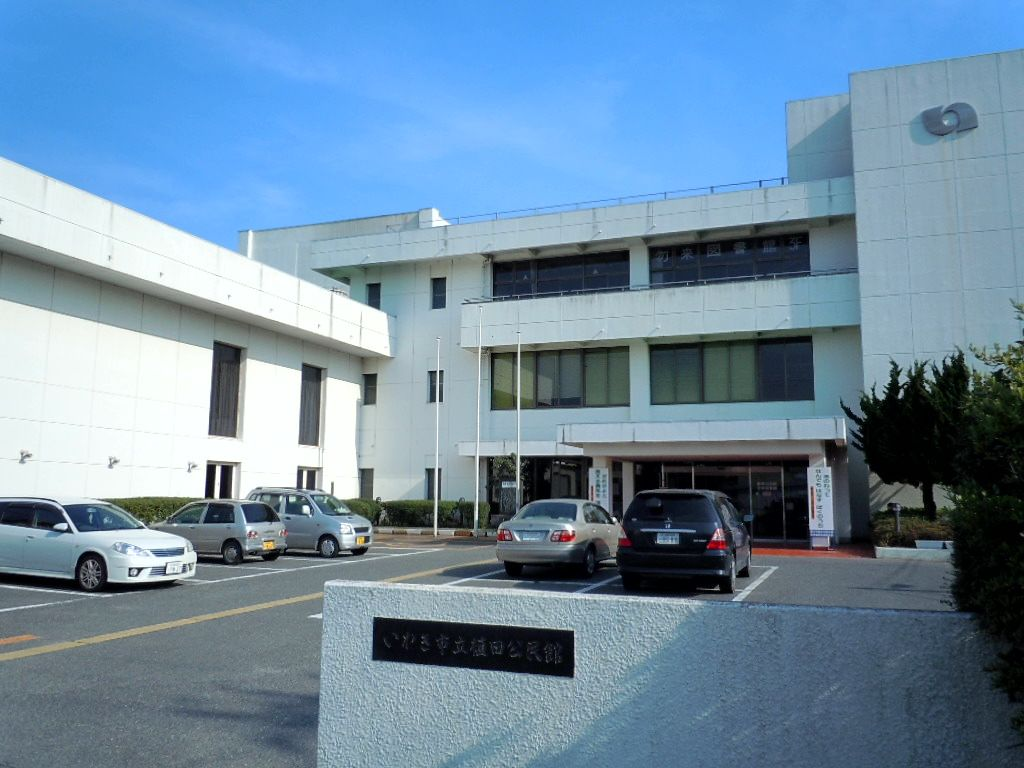
勿来図書館（植田公民館3階）

1972年（昭和47年）4月1日、いわき市役所勿来支所2階に開館。 1978年（昭和53年）4月1日、植田公民館開館に伴い、公民館3階に移転。
図書館開館前、勿来地区では旧植田公民館や勿来町公民館内に図書室が置かれていた。
- 所在地：〒974-8261 福島県いわき市植田町南町1-2-2（植田公民館3階）
- 開館時間：月 - 土…10:00-19:00、日・祝・年末年始…10:00-18:00

### 常磐図書館

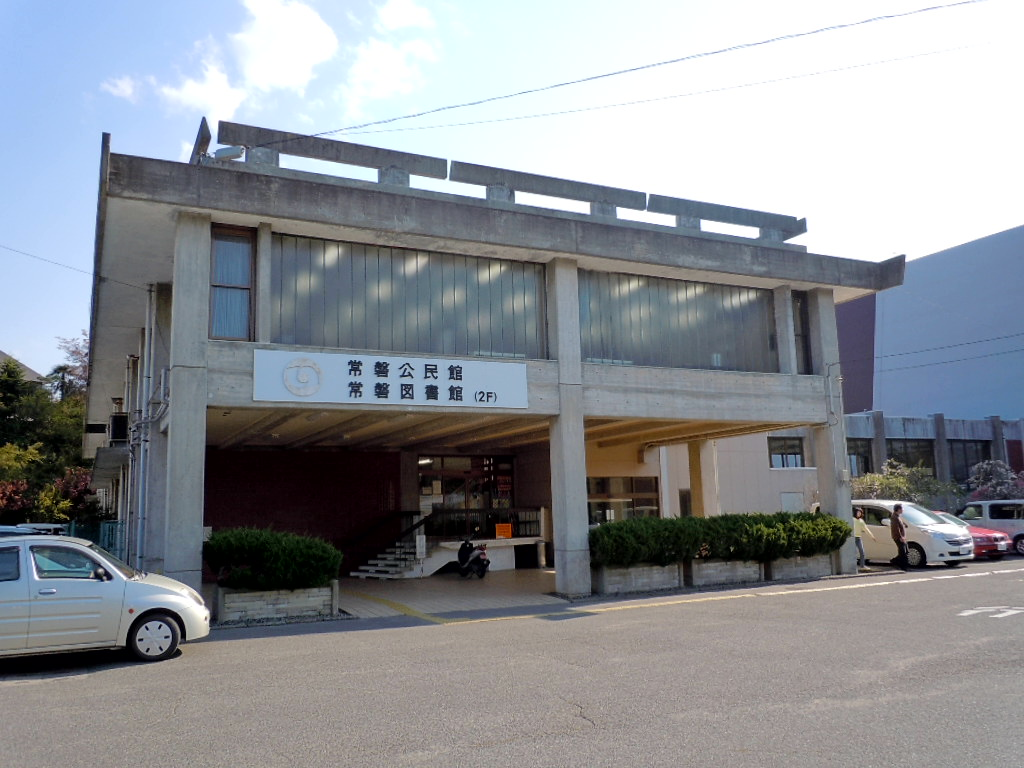
常磐図書館

1951年（昭和26年）4月21日に「湯本町立公民館図書室」を開設。1954年（昭和29年）3月31日、常磐市発足により「常磐市立湯本公民館図書室」に、1966年（昭和41年）10月1日、いわき市発足により「いわき市立常磐公民館図書室」に改称。翌年の常磐総合文化センター（現 常磐市民会館）の完成に伴い、文化センター2階に移転し、翌月1日、いわき市立図書館条例の施行により「いわき市立常磐図書館」に改称。
- 所在地：〒972-8318 福島県いわき市常磐関船町作田1（常磐公民館2階）
- 開館時間：月 - 土…10:00-19:00、日・祝・年末年始…10:00-18:00

### 内郷図書館

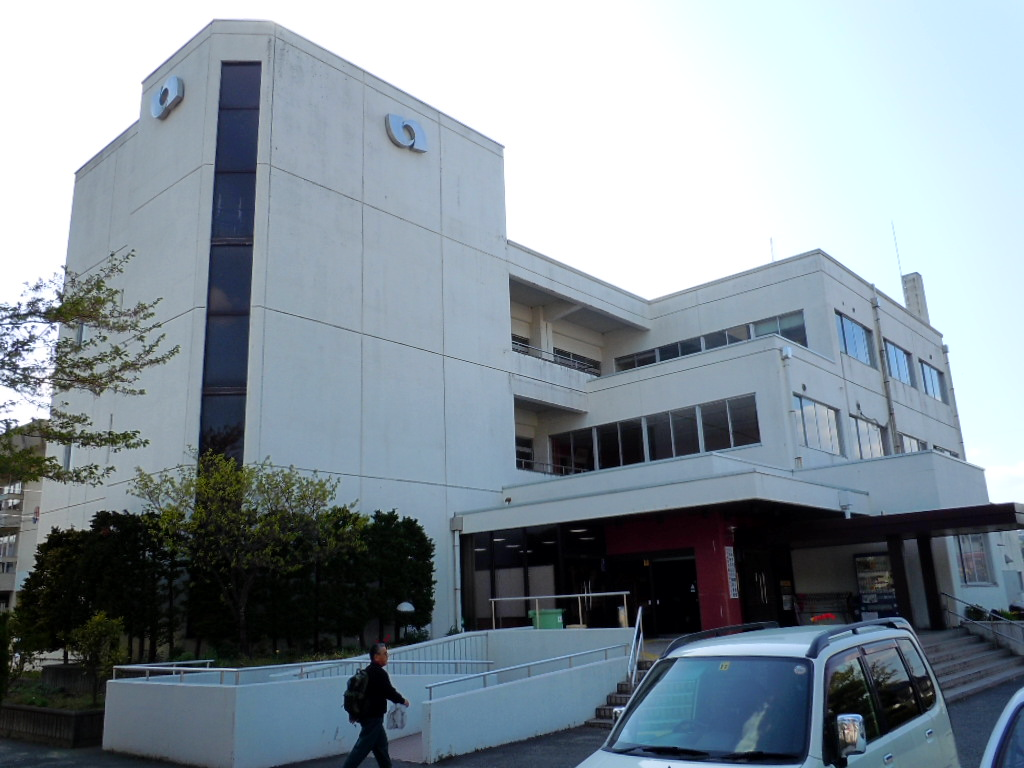
内郷図書館

1949年（昭和24年）11月19日、内郷町役場内に「内郷町立図書館」を開設。1954年（昭和29年）3月31日、内郷町の市制施行により「内郷市立図書館」に改称。1959年（昭和34年）の内郷公会堂（現 内郷コミュニティセンター）完成に伴い、翌年2月に公会堂の2階へ移転。1966年（昭和41年）10月1日、いわき市発足により「いわき市立内郷図書館」に改称。1980年（昭和55年）の内郷公民館完成により、同年4月1日に公民館1階へ移転。
- 所在地：〒973-8403 福島県いわき市内郷綴町榎下40-1（内郷公民館1階）
- 開館時間：月 - 土…10:00-19:00、日・祝・年末年始…10:00-18:00

### 四倉図書館

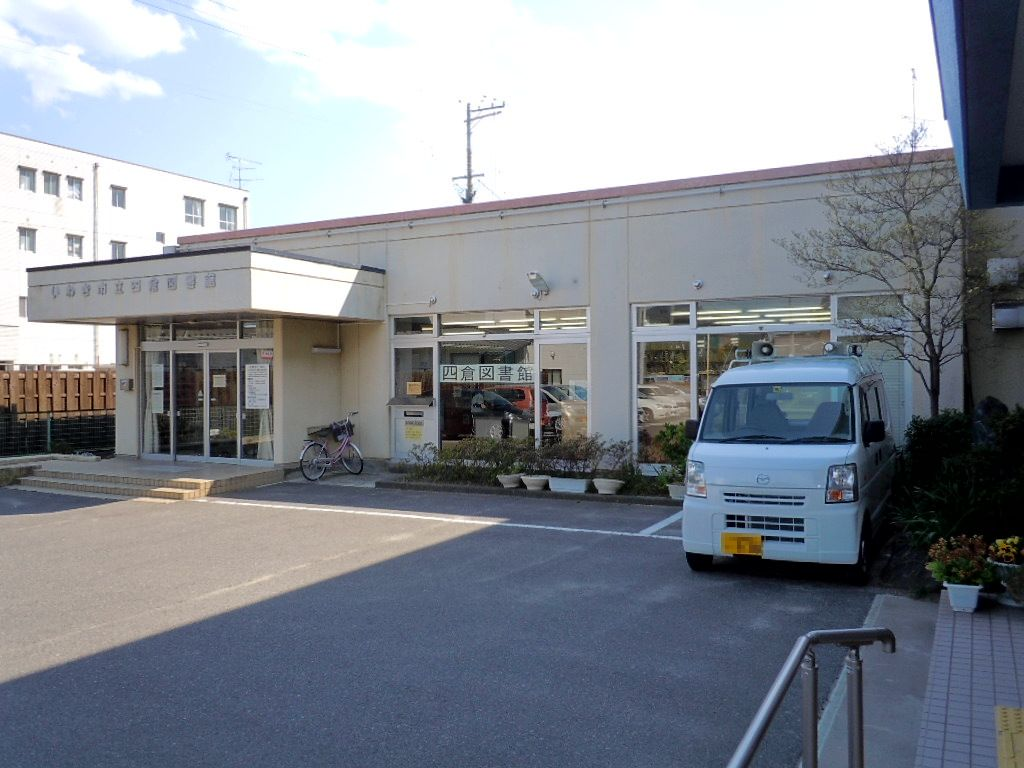
四倉図書館

1983年（昭和58年）3月に四倉公民館の敷地内に建設、同年5月6日に開館。
開館前、四倉地区では「四倉公民館図書室」が存在していた。1951年（昭和26年）3月25日、四倉町役場内の四倉公民館に当室を開設。1957年（昭和32年）頃から四倉公民館が四倉町商工会の施設を借りて移転したことに伴い、当室も移転。1971年（昭和46年）4月、四倉公民館の完成に伴い、館内の一部に当室を移転。1983年（昭和58年）3月の四倉図書館の完成に伴い、翌月1日に廃止した。
- 所在地：〒979-0201 福島県いわき市四倉町字東町1-50（四倉公民館併設）
- 開館時間：月 - 土…10:00-19:00、日・祝・年末年始…10:00-18:00

## 移動図書館
図書館を直接利用できない市民や隣接自治体の住民のために、いわき市立図書館では移動図書館を実施している。移動図書館は「いわき号」「しおかぜ」の車2台で月1回程度巡回している。巡回する地区については、「いわき号」は市内北部（平、内郷、四倉、小川、好間、三和、川前、久之浜の地区）、「しおかぜ」は市内南部（小名浜、勿来、常磐、遠野、田人の地区）である。ただし、巡回コースと時間は毎年一部変更する場合がある。
「いわき号」、「しおかぜ」は10～20年程度で代替わりしており、いわき号は5代目、しおかぜは3代目（2013年現在）である。
図書館利用カード（初めての場合身分証明書）持参で貸し出し冊数は一人30冊まで、期間は約1カ月後の次回巡回時までとなる。

### 沿革
- 1968年（昭和43年）6月、福島県立図書館より寄贈の「あづま号」（大型バス）でサービス開始
- 1972年（昭和47年）8月、初代「いわき号」（マイクロバス）を導入
- 1981年（昭和56年）10月、初代「しおかぜ」を導入